# Taulidesmus nodosus
Taulidesmus nodosus är en mångfotingart som beskrevs av Kraus 1954. Taulidesmus nodosus ingår i släktet Taulidesmus och familjen fingerdubbelfotingar. Inga underarter finns listade i Catalogue of Life.